# Goat Rocks
Goat Rocks – wygasły stratowulkan w USA, w stanie Waszyngton, położony 70 km na zachód od Yakima. Szczyt leży na granicy hrabstw Lewis i Yakima. Wokół szczytu rozciąga się obszar chroniony Wilderness: Goat Rocks - Gifford Pinchot.
Wulkan obecnie uznawany jest za wygasły. Jego okres aktywności przypadał na lata 1800– 1857. Mniejsze wybuchy miały miejsce jeszcze w 1898, 1903 i 1921 roku.